# 鄭氏家廟廣孝堂
鄭氏家廟廣孝堂，簡稱「廣孝堂」，原址位於宜蘭縣宜蘭市聖後街57號，為落成於台灣日治時期大正14年（1925年）的鄭姓祠堂，1997年9月因都市計畫面臨拆除問題，在相關人士及縣府單位協助下，鄭姓後人將祠堂地面建物及文物捐出以供拆遷保存。2001年6月，祠堂正廳構件得重組復建於五結鄉國立傳統藝術中心宜蘭傳藝園區內保存迄今，與黃舉人宅同為臺灣傳統建築異地重建之典型範例。

## 沿革
宜蘭鄭氏宗親會於籌建期間原名「廣孝會」，乃族人鄭騰輝於明治34年（1901年）招募臺灣各地鄭氏宗親捐助資金成立，其中新、舊會員共49會，以鄭騰輝為管理人、鄭榮春為幫管理人，期間決議10議，內容包含財務利用、管理修繕、祭祀活動等事項，並規定成員需「欣心遵守、和睦共敬」，會址於宜蘭市南門外避病舍附近。據鄭榮春孫鄭規鐘回憶，祠堂於1924年至1925年8月間落成，與林福春考究的興建年代於1921年至1925年間相符。家廟建築落成後始更名為「廣孝堂」，每年以8月20日為落成紀念日。祠堂中龕主祀漢尚書鄭康成作為宗親會會員共同始祖，龍邊祖龕奉祀延平郡王鄭成功、虎邊祖龕奉祀宗親會成員先祖。1997年9月，廣孝堂原址被拆除改建為住商混合大樓，鄭姓後人將建築構件捐予宜蘭縣府，於2001年6月遷建重組於國立傳統藝術中心宜蘭傳藝園區作為導覽資訊站，展示內容以傳統社會宗族關係及祖先信仰等為主題，室內仍依傳統格局擺設布置。

## 建築特色
鄭氏家廟廣孝堂為單殿式三開間建築，面寬9.68公尺、進深五間11.61公尺，面積約37.3坪。屋頂採硬山式，燕尾屋脊起翹曲線緩和圓滑、屋瓦曾有一次汰換記錄，兩側磚牆採實心設計，磚材取自臺北市松山區、地面鋪設油面磚；其中外廊六角磚地形如龜甲與蜂巢結構狀，象徵地基牢固以及長壽、團結。左右兩側以尺二磚排列成象形「田」字，意喻家族有田財富甲一方；中間則以菱形排列，接縫呈現人字線條，寓意人丁興旺。並有高挺步口簷柱及修長垂花，步口屋架圓滑飽滿、雕工精緻帶有漳州風格，廳內屋架由矩形柱樑組成，具潮州風格。步口與廳內屋架風格迴異，被認為是兩組不同的工匠施作的作品。正門上方門印刻有篆文「詩、禮」二字，蘊含「詩禮傳家」意義。正門板上書有「祖澤流徽」並鑲有菱花式銅質門環，鏤雕八卦圖案。

## 外部連結
- 宜蘭傳藝園區-廣孝堂